# Houdain
Pour l’article homonyme, voir Houdain-lez-Bavay.
Houdain est une commune française située dans le département du Pas-de-Calais en région Hauts-de-France. Ses habitants sont appelés les Houdinois. La commune est membre de la communauté d'agglomération de Béthune-Bruay, Artois-Lys Romane.
La commune de Houdain (nom officiel depuis 1801), située dans le sud-est du département du Pas-de-Calais, à 11 km, à vol d'oiseau, au sud-ouest de la commune de Lens, est une commune du bassin minier du Nord-Pas-de-Calais. C'est une commune de type ceinture urbaine selon l'Insee, appartenant à l'unité urbaine de Béthune, avec une population de 6 990 habitants au dernier recensement de 2022, elle a connu un pic de population en 1962 avec 8 869 habitants.
Au XXe siècle, la Compagnie des mines de Bruay y a exploité la fosse no 7 - 7 bis. Depuis 2012, la valeur universelle et historique du bassin minier du Nord-Pas-de-Calais est reconnue et inscrite sur la liste du patrimoine mondial de l’UNESCO, parmi les 353 sites du bassin minier inscrits au patrimoine mondial de l’UNESCO, un site se trouve dans la commune.
La commune est située sur la route du Patois, route jalonnée de panneaux, accrochés aux murs des fermes ou des maisons, rappelant un dicton en patois artésien.

## Géographie

### Localisation
Localisée dans le sud-est du département du Pas-de-Calais, en Artois, Houdain est une commune, traversée par la Lawe, limitrophe, au nord, de la commune de Bruay-la-Buissière (aire d'attraction) et située, à vol d'oiseau, à 11 km au sud-ouest de la commune de Béthune (chef-lieu d'arrondissement).
Le territoire de la commune est limitrophe de ceux de sept communes.
Les communes limitrophes sont Bruay-la-Buissière, Rebreuve-Ranchicourt, Maisnil-lès-Ruitz, Ruitz, Beugin, Divion et Haillicourt.

### Géologie et relief
La superficie de la commune est de 6,3 km2 ; son altitude varie de 45  à   121 m.

### Hydrographie
Le territoire de la commune est situé dans le bassin Artois-Picardie.
Il est traversé par trois cours d'eau :
- la Lawe, cours d'eau naturel de 40,97 km, qui prend sa source dans la commune de Magnicourt-en-Comte et se jette dans la Lys au niveau de la commune de La Gorgue[5] ;

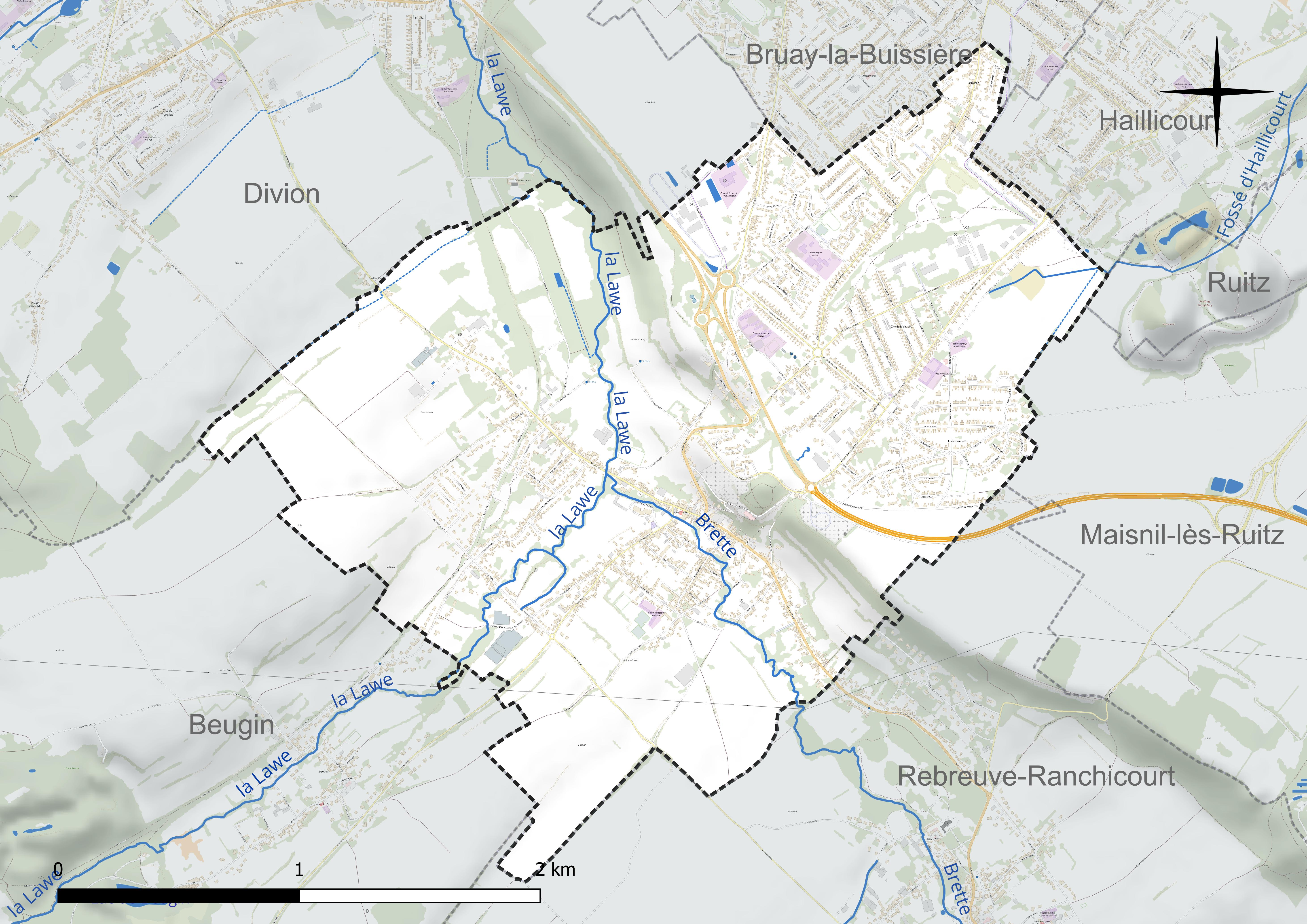
Réseau hydrographique d'Houdain.

- la Brette, d'une longueur de 7,32 km, qui prend sa source dans la commune Fresnicourt-le-Dolmen et se jette dans la Lawe au niveau de la commune[6] ;
- le Fossé d'Haillicourt, d'une longueur de 4,31 km, qui prend sa source dans la commune et se jette dans le Fossé des Sept au niveau de la commune d'Haillicourt[7].

### Climat
Pour des articles plus généraux, voir Climat des Hauts-de-France et Climat du Pas-de-Calais.
En 2010, le climat de la commune est de type climat océanique dégradé des plaines du Centre et du Nord, selon une étude du CNRS s'appuyant sur une série de données couvrant la période 1971-2000. En 2020, Météo-France publie une typologie des climats de la France métropolitaine dans laquelle la commune est exposée à un climat océanique et est dans la région climatique Côtes de la Manche orientale, caractérisée par un faible ensoleillement (1 550 h/an) ; forte humidité de l’air (plus de 20 h/jour avec humidité relative > 80 % en hiver), vents forts fréquents.
Pour la période 1971-2000, la température annuelle moyenne est de 10 °C, avec une amplitude thermique annuelle de 14,1 °C. Le cumul annuel moyen de précipitations est de 787 mm, avec 12,9 jours de précipitations en janvier et 8,8 jours en juillet. Pour la période 1991-2020, la température moyenne annuelle observée sur la station météorologique la plus proche, située sur la commune de Lillers à 13 km à vol d'oiseau, est de 11,1 °C et le cumul annuel moyen de précipitations est de 731,5 mm,. Pour l'avenir, les paramètres climatiques de la commune estimés pour 2050 selon différents scénarios d'émission de gaz à effet de serre sont consultables sur un site dédié publié par Météo-France en novembre 2022.

### Milieux naturels et biodiversité

#### Zone naturelle d'intérêt écologique, faunistique et floristique
L’inventaire des zones naturelles d'intérêt écologique, faunistique et floristique (ZNIEFF) a pour objectif de réaliser une couverture des zones les plus intéressantes sur le plan écologique, essentiellement dans la perspective d’améliorer la connaissance du patrimoine naturel national et de fournir aux différents décideurs un outil d’aide à la prise en compte de l’environnement dans l’aménagement du territoire.
Le territoire communal comprend une ZNIEFF de type 1 : le site du Coteau et forêt domaniale d'Olhain, d’une superficie de 614 ha et d'une altitude variant de 103  à   180 mètres. Cette ZNIEFF est située au niveau de la première ligne de crête de la partie nord des collines de l'Artois.

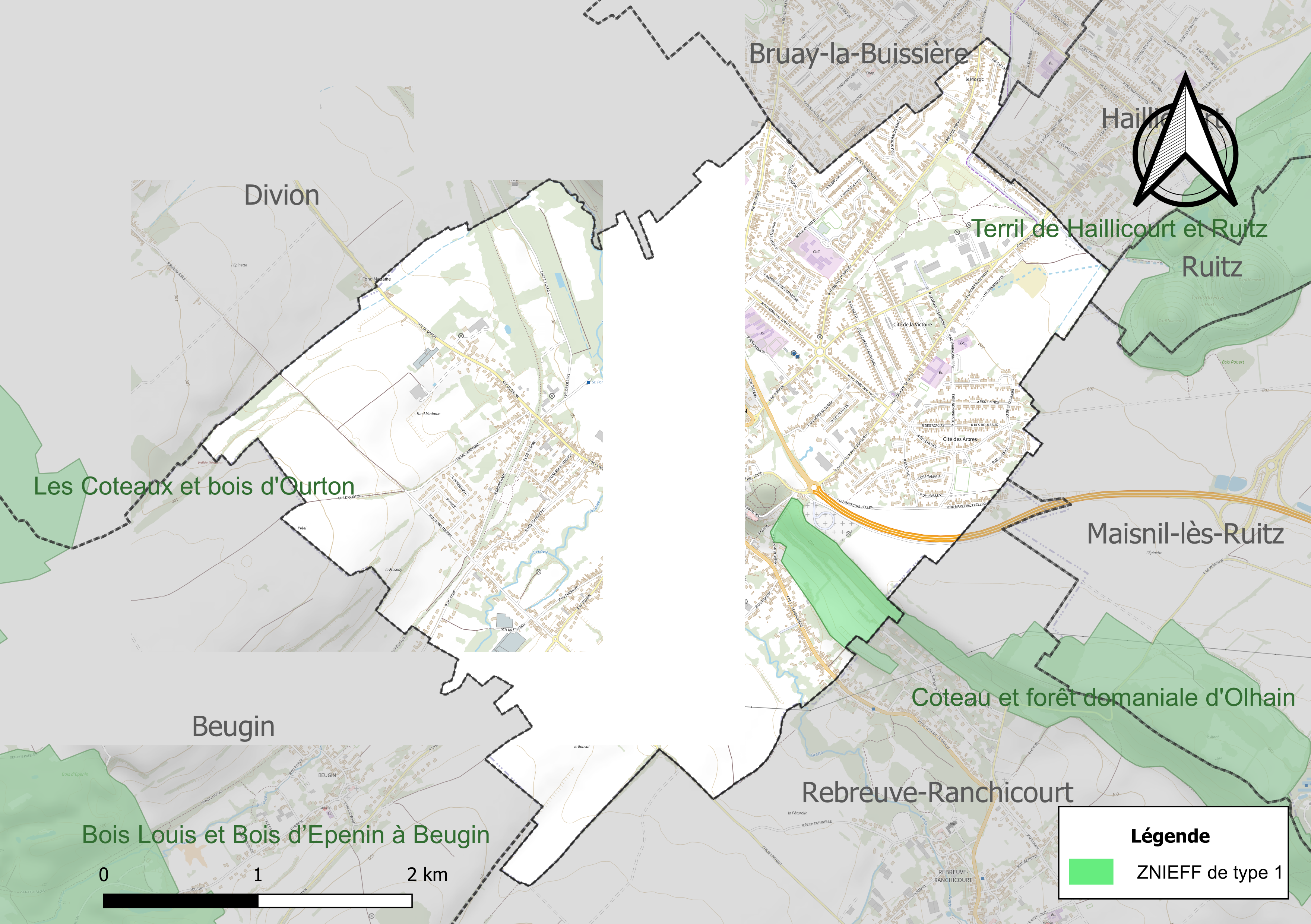
Carte de la ZNIEFF sur la commune.

#### Espèces faunistiques et floristiques
L’Inventaire national du patrimoine naturel (INPN) recense plusieurs espèces faunistiques et floristiques sur le territoire de la commune dont certaines sont protégées et d’autres menacées et quasi-menacées.

## Urbanisme

### Typologie
Au 1er janvier 2024, Houdain est catégorisée ceinture urbaine, selon la nouvelle grille communale de densité à sept niveaux définie par l'Insee en 2022.
Elle appartient à l'unité urbaine de Béthune, une agglomération inter-départementale regroupant 94  communes, dont elle est une commune de la banlieue,,. Par ailleurs la commune fait partie de l'aire d'attraction de Bruay-la-Buissière, dont elle est une commune de la couronne,. Cette aire, qui regroupe 2 communes, est catégorisée dans les aires de moins de 50 000 habitants,.

### Occupation des sols
L'occupation des sols de la commune, telle qu'elle ressort de la base de données européenne d’occupation biophysique des sols Corine Land Cover (CLC), est marquée par l'importance des territoires agricoles (52,3 % en 2018), en diminution par rapport à 1990 (54,4 %). La répartition détaillée en 2018 est la suivante : 
zones urbanisées (40,9 %), terres arables (35,5 %), prairies (16,7 %), zones industrielles ou commerciales et réseaux de communication (4,1 %), forêts (2,7 %). L'évolution de l’occupation des sols de la commune et de ses infrastructures peut être observée sur les différentes représentations cartographiques du territoire : la carte de Cassini (XVIIIe siècle), la carte d'état-major (1820-1866) et les cartes ou photos aériennes de l'IGN pour la période actuelle (1950 à aujourd'hui).

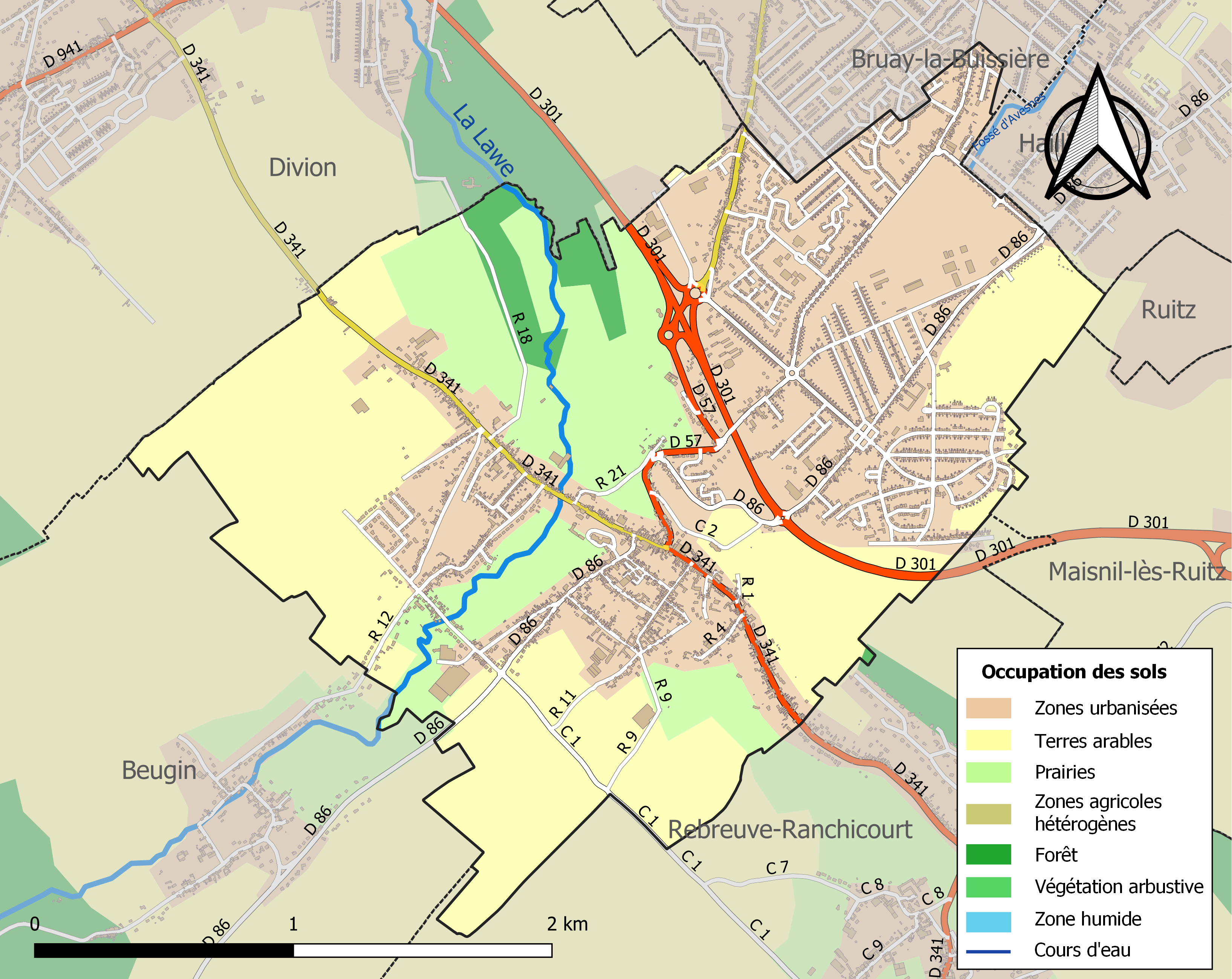
Carte des infrastructures et de l'occupation des sols de la commune en 2018 (CLC).

### Morphologie urbaine
Houdain-Haut est constituée d'anciennes cités de vieilles constructions minières identiques qui suivent un programme de rénovation.
Houdain-Bas comporte davantage de bâtiments ruraux, mélange de torchis, de briques et de pierres blanches locales comme à Avesnes-le-Comte. C'est ici que l'on trouve les principaux monuments intéressants tels que l'église, les deux anciens moulins, la chapelle de la rue de Géharie ainsi que la mairie et la fondation Henri-Durant.

### Logement
En 2021, le nombre total de logements dans la commune était de 3 269, alors qu'il était de 3 192 en 2015 et de 3 205 en 2010
, soit une progression du nombre total de logements de 2 % depuis 2010.
Parmi ces 3 269 logements, 91,7 % étaient des résidences principales, (soit 2 996 logements), 0,6 % des résidences secondaires et 7,7 % des logements vacants. Ces logements étaient pour 94,2 % d'entre eux des maisons individuelles et pour 5,5 % des appartements.
Sur les 2 996 résidences principales, 47,3 % sont occupées par des propriétaires,  48,5 % par des locataires et 4,2 % par des personnes logées gratuitement.
Le tableau ci-dessous présente la typologie des logements à Houdain en 2021 en comparaison avec celle du Pas-de-Calais et de la France entière. Une caractéristique marquante du parc de logements est ainsi la faible proportion des résidences secondaires et logements occasionnels (0,6 %) par rapport au département (6,5 %) et à la France entière (9,7 %) ainsi que d'une proportion de logements vacants (7,7 %) supérieure à celle du département (7,3 %) et inférieure à celle de la France entière (8,1 %).
| Typologie                                               | Houdain | Pas-de-Calais | France entière |
| ------------------------------------------------------- | ------- | ------------- | -------------- |
| Résidences principales (en %)                           | 91,7    | 86,1          | 82,2           |
| Résidences secondaires et logements occasionnels (en %) | 0,6     | 6,5           | 9,7            |
| Logements vacants (en %)                                | 7,7     | 7,3           | 8,1            |

### Voies de communication et transports

#### Transports
La commune est située sur la route départementale 341 dite chaussée Brunehaut reliant Arras à Thérouanne. Cependant l'agglomération n'est pas directement sur le tracé de la chaussée Brunehaut mais sur une dérivation.
La commune est desservie par le bus à haut niveau de services (Bhns) de Tadao. Ce bus relie Houdain et Beuvry en passant par Bruay-La-Buissière et Béthune.
La commune était située sur la ligne de Bully - Grenay à Brias, une ancienne ligne de chemin de fer qui reliait, de 1875 à 1990, Bully-les-Mines à Brias.

## Toponymie
Le nom de la localité est attesté sous les formes Hosdenc (1070), Hosden (1104), Husdenc (1177), Hosdainc (1190).
Selon le Dictionnaire étymologique des noms de lieu en France, Houdain vient d'un archétype germanique Husiding sur la base husi-duna, maison sur une hauteur (voir Hodenc-en-Bray, Hodeng, Houdan, Hodent, etc.).
Hosden et Hosdingen en flamand.

## Histoire
Houdain a des origines très anciennes. Au début c’est un village celtique qui était située sur l'axe reliant la capitale des Atrébates à celle des Morins (Arras à Thérouanne). En 2014, des fouilles archéologiques ont mis au jour un espace funéraire gaulois.
Le 14 avril 1127, Anselme de Houdain, présent à Saint-Omer lorsque le comte de Flandre Guillaume Cliton confirme les lois et coutumes de la ville, jure d'observer celles-ci.
Le 16 juillet 1376, Yolande de Flandre héritière de Robert de Cassel, seigneur de toute la Flandre maritime, nomme Jacques de Houdain châtelain de Nieppe.
Il faut attendre la Renaissance pour qu'Houdain soit érigée en commune, dirigée par les échevins. Elle possède alors sa charte particulière, une abbaye et un couvent de Dominicaines. C'est également sous la Renaissance que François Ier ravage la région qui est alors sous la domination espagnole. En effet, celui-ci, à la tête de ses armées, affronte celles de Charles Quint.
Plus tard, en 1790, Houdain reçoit l'appellation de chef-lieu de canton. 22 communes constituent alors ce canton et il faudra attendre 1801 pour qu'il atteigne 31 communes.
Après la période de la Révolution française naît en 1825, au 36 de l'actuelle rue Roger-Salengro, celui qui deviendra l'inventeur de l'opérette : Florimond Ronger dit Hervé.
Près d'un siècle plus tard, en 1914, la Première Guerre mondiale bouleverse la vie communale. En novembre 1915, la commune est un centre d'instruction pour les fantassins devant monter au front. De violents bombardements ont lieu en 1918. La ville d'Houdain est décorée de la croix de guerre 1914-1918 avec citation à l'ordre de l'Armée en hommage aux sacrifices et au courage de la population. Pour faire face à la situation désastreuse de l'après-guerre, il faut faire appel à la main d'œuvre étrangère, notamment polonaise. On débute alors en 1919 le creusement de l'unique fosse d'Houdain (la Fosse no 7) qui sera mise en service 10 ans plus tard en 1929.
Au sortir de la Seconde Guerre mondiale, le gouvernement provisoire nationalise les compagnies minières et crée les Houillères du bassin du Nord et du Pas-de-Calais (HBNPC).
La bataille du charbon s'engage pour redresser le pays. À Houdain, la fosse no 7 tourne à son plein et sa production se renforce de 1944 à 1954 (1 800 tonnes de charbon par jour en 1946). C'est pourtant en 1954 que son exploitation est abandonnée, cela est vécu comme un drame pour la commune et ses habitants car la fosse no 7 est alors leur seule richesse. Le premier octobre 1954, elle est rattachée à la fosse no 6 et sera utilisée comme fosse de service pour le matériel et le personnel. Elle fonctionnera ainsi jusqu'à la fermeture de la fosse no 6 en 1979 et servira à la remontée du matériel de cette dernière. Elle sera finalement remblayée en 1980 et son chevalement datant de 1907 sera abattu le 26 janvier 1981 après une extraction totale de 10 349 000 tonnes de charbon.

## Politique et administration

### Découpage territorial
La commune se trouve dans l'arrondissement de Béthune du département du Pas-de-Calais.

#### Commune et intercommunalités
La commune est membre de la communauté d'agglomération de Béthune-Bruay, Artois-Lys Romane qui regroupe 100 communes et totalise 275 327 habitants en 2021.

#### Circonscriptions administratives
La commune est rattachée au canton de Bruay-la-Buissière.

#### Circonscriptions électorales
Pour l'élection des députés, la commune fait partie de la dixième circonscription du Pas-de-Calais.

### Élections municipales et communautaires

#### Élections municipales 2020
Le premier tour des élections municipales de 2020 se déroule le 15 mars. Le confinement lié à la pandémie de Covid-19 retarde de trois mois la tenue du second tour, qui a lieu le 28 juin. La maire sortante Isabelle Levent affronte ses deux prédécesseurs Daniel Dewalle et Marc Kopaczyk.
- Maire sortant : Isabelle Levent-Ruckebusch (PS)
- 29 sièges à pourvoir au conseil municipal (population légale 2017 : 7 246 habitants)
- 3 sièges à pourvoir au conseil communautaire (CA de Béthune-Bruay, Artois-Lys Romane)

| Tête de liste            | Tête de liste            | Liste                    | Premier tour | Premier tour | Second tour | Second tour | Sièges | Sièges |
| Tête de liste            | Tête de liste            | Liste                    | Voix         | %            | Voix        | %           | CM     | CC     |
| ------------------------ | ------------------------ | ------------------------ | ------------ | ------------ | ----------- | ----------- | ------ | ------ |
|                          | Isabelle Levent          | PS                       | 814          | 33,80        | 1 136       | 44,46       | 21     | 2      |
|                          | Daniel Dewalle           | PCF                      | 687          | 28,53        | 1 044       | 40,86       | 5      | 1      |
|                          | Bernard Maisnil          | SE                       | 355          | 14,74        | 1 044       | 40,86       | 5      | 1      |
|                          | Marc Kopaczyk            | DVG                      | 385          | 15,99        | 375         | 14,68       | 3      | 0      |
|                          | Damien Mailly            | SE                       | 167          | 6,94         |             |             | 0      | 0      |
|                          |                          |                          |              |              |             |             |        |        |
| Votes valides            | Votes valides            | Votes valides            | 2 408        | 96,82        | 2 609       | 97,93       |        |        |
| Votes blancs             | Votes blancs             | Votes blancs             | 33           | 1,33         | 26          | 1,00        |        |        |
| Votes nuls               | Votes nuls               | Votes nuls               | 46           | 1,85         | 28          | 1,07        |        |        |
| Total                    | Total                    | Total                    | 2 487        | 100          | 2 555       | 100         | 29     | 3      |
| Abstention               | Abstention               | Abstention               | 2 832        | 53,24        | 2 772       | 51,02       |        |        |
| Inscrits / participation | Inscrits / participation | Inscrits / participation | 5 319        | 46,76        | 5 327       | 48,98       |        |        |

#### Liste des maires
| Période                                  | Période                    | Identité                   | Étiquette | Qualité |
| ---------------------------------------- | -------------------------- | -------------------------- | --------- | --- |
| Les données manquantes sont à compléter. |                            |                            |           | |
| mai 1953                                 |                            | Hilaire Michel             | PCF       | Délégué mineur |
| v. 1971                                  |                            | Jules Lefebvre             |           | Mineur retraité |
| 1975                                     | 1997                       | Victor Fleuret             | PCF       | Mineur de fond, maire honoraire Adjoint au maire (1965 → 1975) Démissionnaire |
| 1997                                     | avril 2010                 | Daniel Dewalle             | PCF       | Éducateur de la PJJ retraité Premier adjoint au maire (1983 → 1997) Conseiller régional du Nord-Pas-de-Calais (1986 → 2010) Conseiller général d'Houdain (2010 → 2015) Démissionnaire |
| avril 2010                               | avril 2014,                | Marc Kopaczyk              | PCF       | Militant syndical et associatif, cheminot |
| avril 2014                               | En cours (au 24 mars 2022) | Isabelle Levent-Ruckebusch | PS        | Cadre de la fonction publique Conseillère départementale de Bruay-la-Buissière, (2015 → 2021) Réélue pour le mandat 2020-2026,                                                        |

### Jumelages
La commune a été jumelée avec les communes de Kirchberg et de Ełk.

## Équipements et services publics

### Espaces publics
La commune est labellisée « 1 fleur » au concours des villes et villages fleuris.

## Population et société

### Démographie
Les habitants sont appelés les Houdinois.

#### Évolution démographique
L'évolution du nombre d'habitants est connue à travers les recensements de la population effectués dans la commune depuis 1793. Pour les communes de moins de 10 000 habitants, une enquête de recensement portant sur toute la population est réalisée tous les cinq ans, les populations de référence des années intermédiaires étant quant à elles estimées par interpolation ou extrapolation. Pour la commune, le premier recensement exhaustif entrant dans le cadre du nouveau dispositif a été réalisé en 2004.

En 2022, la commune comptait 6 990 habitants, en évolution de −4,73 % par rapport à 2016 (Pas-de-Calais : −0,72 %, France hors Mayotte : +2,11 %).
| 1793 | 1800 | 1806 | 1821 | 1831 | 1836 | 1841 | 1846 | 1851 |
| ---- | ---- | ---- | ---- | ---- | ---- | ---- | ---- | ---- |
| 917  | 962  | 909  | 943  | 930  | 893  | 915  | 902  | 960  |

| 1856  | 1861  | 1866  | 1872  | 1876  | 1881  | 1886  | 1891  | 1896  |
| ----- | ----- | ----- | ----- | ----- | ----- | ----- | ----- | ----- |
| 1 007 | 1 068 | 1 048 | 1 166 | 1 240 | 1 309 | 1 404 | 1 492 | 1 589 |

| 1901  | 1906  | 1911  | 1921  | 1926  | 1931  | 1936  | 1946  | 1954  |
| ----- | ----- | ----- | ----- | ----- | ----- | ----- | ----- | ----- |
| 1 752 | 1 806 | 2 034 | 2 785 | 6 569 | 6 730 | 6 456 | 6 964 | 8 626 |

| 1962  | 1968  | 1975  | 1982  | 1990  | 1999  | 2004  | 2006  | 2009  |
| ----- | ----- | ----- | ----- | ----- | ----- | ----- | ----- | ----- |
| 8 869 | 8 807 | 8 483 | 7 746 | 7 930 | 7 771 | 7 636 | 7 594 | 7 651 |

| 2014  | 2019  | 2022  | - | - | - | - | - | - |
| ----- | ----- | ----- | - | - | - | - | - | - |
| 7 386 | 7 110 | 6 990 | - | - | - | - | - | - |

#### Pyramide des âges
En 2018, le taux de personnes d'un âge inférieur à 30 ans s'élève à 35,8 %, soit en dessous de la moyenne départementale (36,7 %). À l'inverse, le taux de personnes d'âge supérieur à 60 ans est de 27,7 % la même année, alors qu'il est de 24,9 % au niveau départemental.
En 2018, la commune comptait 3 404 hommes pour 3 774 femmes, soit un taux de 52,58 % de femmes, légèrement supérieur au taux départemental (51,50 %).
Les pyramides des âges de la commune et du département s'établissent comme suit.
| Hommes | Classe d’âge | Femmes |
| ------ | ------------ | ------ |
| 0,5    | 90 ou +      | 1,4    |
| 6,4    | 75-89 ans    | 10,9   |
| 17,5   | 60-74 ans    | 18,4   |
| 20,0   | 45-59 ans    | 18,8   |
| 17,4   | 30-44 ans    | 16,9   |
| 18,1   | 15-29 ans    | 15,5   |
| 20,2   | 0-14 ans     | 18,1   |

| Hommes | Classe d’âge | Femmes |
| ------ | ------------ | ------ |
| 0,5    | 90 ou +      | 1,6    |
| 5,6    | 75-89 ans    | 8,9    |
| 16,7   | 60-74 ans    | 18,1   |
| 20,2   | 45-59 ans    | 19,2   |
| 18,9   | 30-44 ans    | 18,1   |
| 18,2   | 15-29 ans    | 16,2   |
| 19,9   | 0-14 ans     | 17,9   |

## Économie

### Revenus de la population et fiscalité
En 2021, la commune compte 2 967 ménages fiscaux, regroupant 7 016 personnes.
Le revenu fiscal médian par ménage, le taux de pauvreté des ménages et la part des ménages fiscaux imposés de la commune, du département du Pas-de-Calais et de la métropole sont les suivants :
- le revenu fiscal médian par ménage de la commune est de 18 850 €, inférieur à celui du département du Pas-de-Calais (20 720 €) et inférieur à celui de la France métropolitaine (23 080 €)[Insee 6],[Insee 7],[Insee 8] ;
- le taux de pauvreté des ménages de la commune est de 22 %, de 18,4 % au niveau du département et de 14,9 % au niveau de la métropole[Insee 9],[Insee 10],[Insee 11] ;
- la part des ménages fiscaux imposés dans la commune est de 35 %, de 44,1 % au niveau du département et de 53,4 % au niveau de la métropole[Insee 6],[Insee 7],[Insee 8].

## Culture locale et patrimoine

### Lieux et monuments

#### Patrimoine mondial
Depuis le 30 juin 2012, la valeur universelle et historique du bassin minier du Nord-Pas-de-Calais est reconnue et inscrite sur la liste du patrimoine mondial de l’UNESCO. Parmi les 353 sites, répartis sur 109 lieux inclus dans le périmètre du bassin minier, le site no 99 d'Houdain est constitué de la cité pavillonnaire de la Victoire et son école, de la cité moderne des Arbres et de son école, ainsi que d'un dispensaire de la Société de Secours minière dans cette dernière cité, tous ces équipements ont été construits à Houdain pour la fosse no 7 - 7 bis des mines de Bruay,. Ces différentes cités sont regroupées au sein du quartier prioritaire Le Haut d'Houdain, qui rassemble 3 055 habitants en 2020.

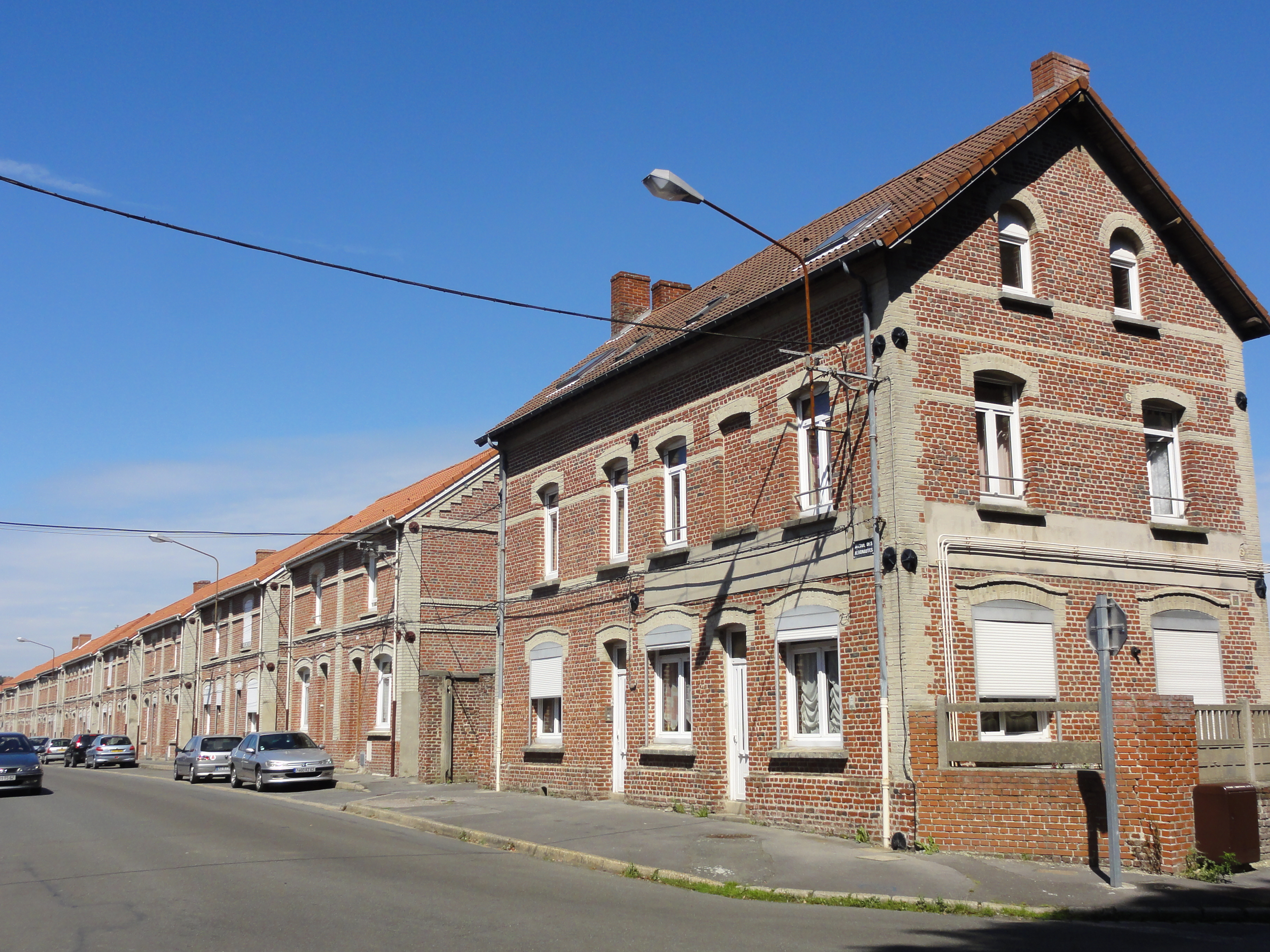
Habitations groupées par deux.
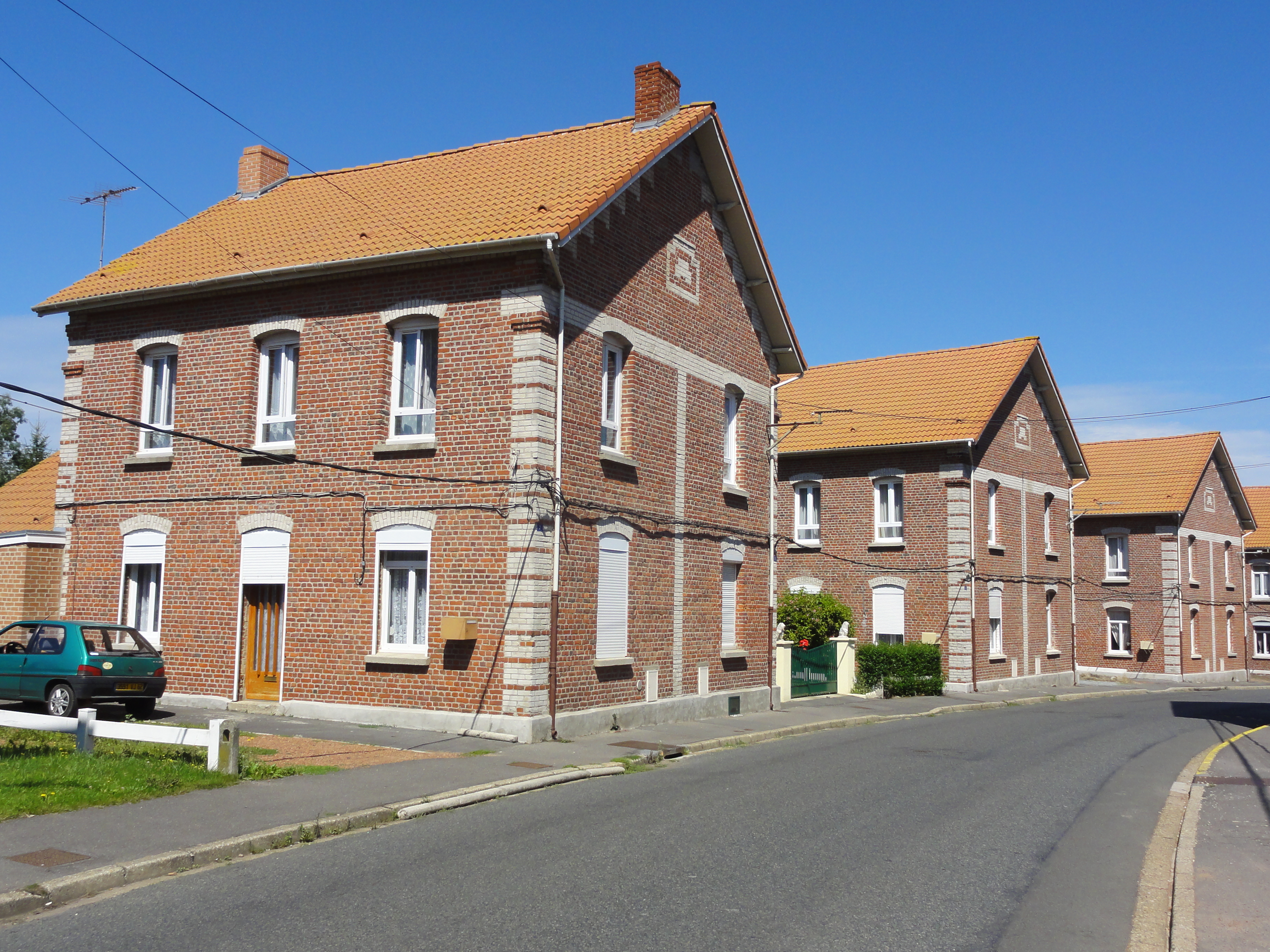
Habitations groupées par deux.
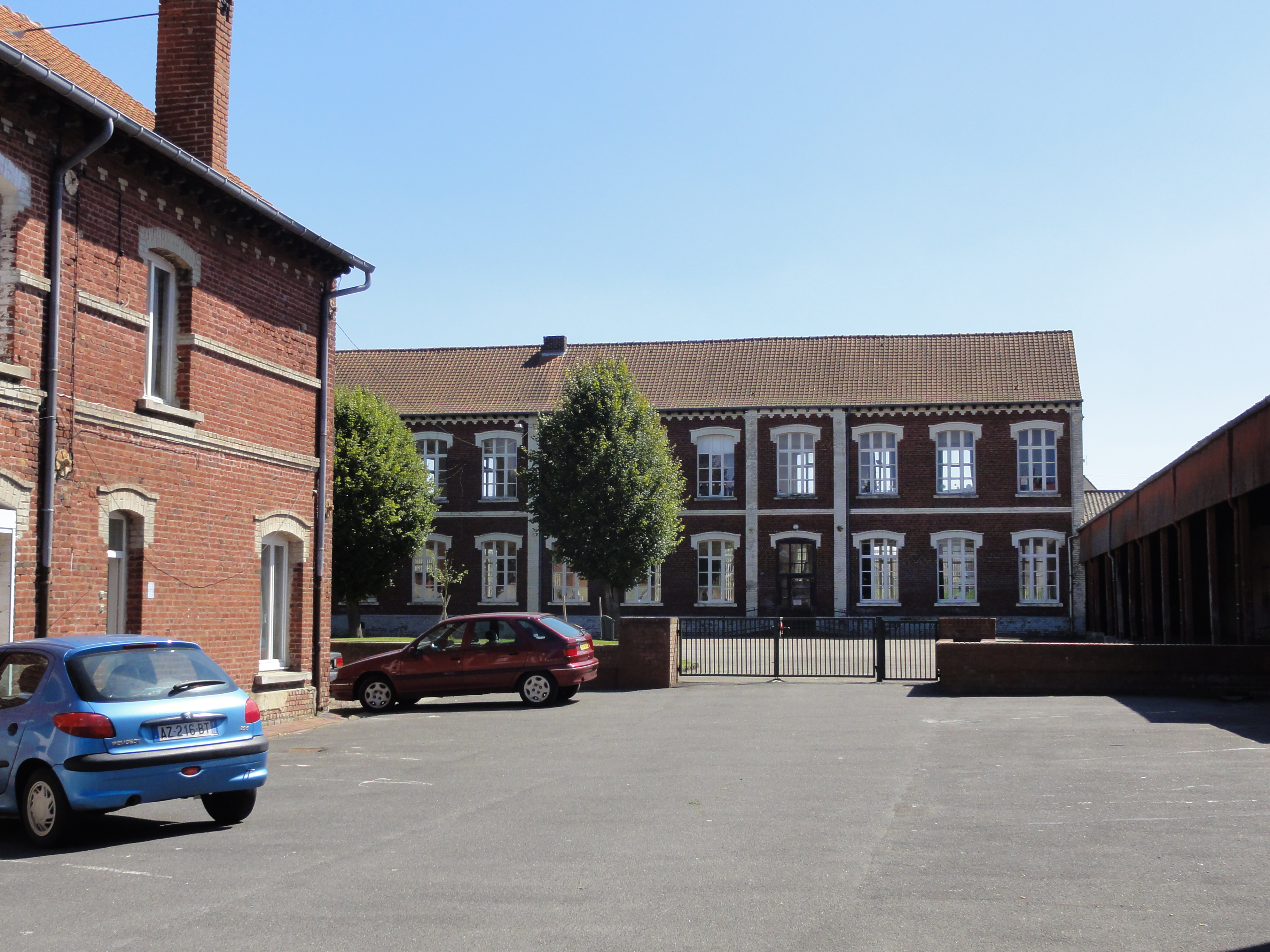
Les écoles.
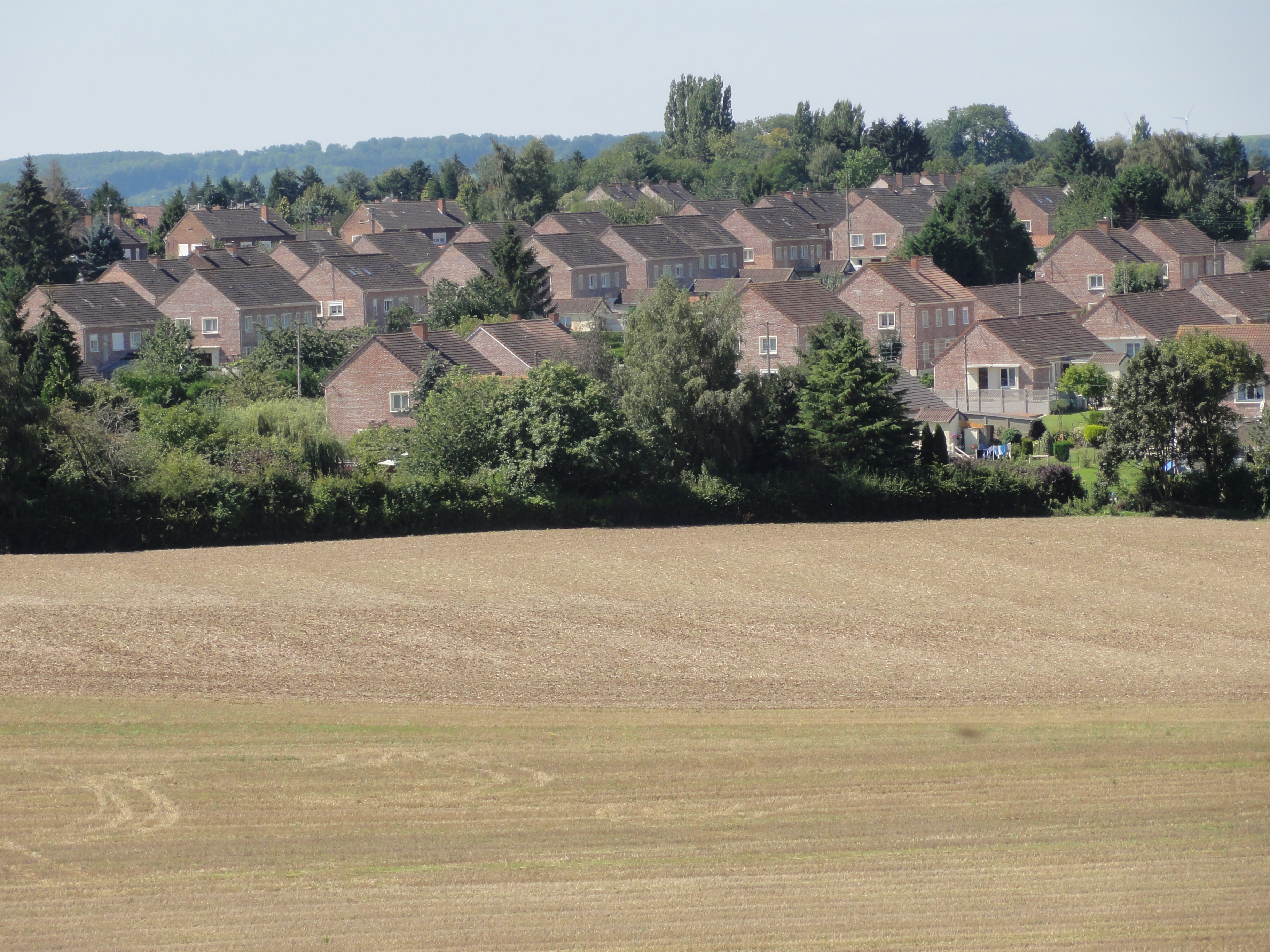
Habitations post-Nationalisation.

#### Autres lieux et monuments
- Houdain est surplombée par l'église Saint-Jean-Baptiste à l'architecture originale. Elle est formée d'une tour carrée. Partiellement détruite lors des guerres des XIVe et XVe siècles, l'église sera reconstruite et agrandie à la fin du XVe siècle. Il y a une légende à sa construction. Les habitants d'Houdain ont décidé de reconstruire leur église au pied de la colline pour que les personnes âgées ou handicapées puissent y venir. Alors qu'ils faisaient les travaux le jour, la nuit les pierres installées étaient enlevées et remontées en haut de la colline par le diable. Il était donc impossible de faire avancer les travaux et ils ont donc dû engager une concertation entre le diable et le bon Dieu et un arrangement a été trouvé : construire l'église au milieu de la pente. Lorsqu'on regarde l'église d'Houdain, on constate que le chœur et la grande nef ne sont pas dans le même alignement, ce qui est inhabituel pour une église. Les bâtisseurs de la petite nef (vers 1150-1200) avaient peut-être le projet d'une petite église. Quand, trois siècles plus tard, des personnes ont voulu reconstruire ou agrandir l'église, ils ont dû constater que s'ils construisaient la grande nef dans le prolongement de la petite nef, l'extrémité sud-ouest de la grande nef se trouverait au-delà de la colline... Nos bâtisseurs avaient donc le choix entre deux solutions: construire dans le prolongement de la vieille église en renforçant la colline ou construire au pied de la colline... Il a dû y avoir une concertation entre partisans de la vallée et partisans de la colline pour aboutir à une solution : agrandir et reconstruire en utilisant la petite nef existante, mais en déviant l'axe de la grande nef pour que celle-ci soit bien stable sur la colline, sans remonter des tonnes de blocs de craie pour conforter la colline[55].
- Le prieuré d'Houdain dépendait de 1606 de 1779 de l'abbaye de Lobbes[56].

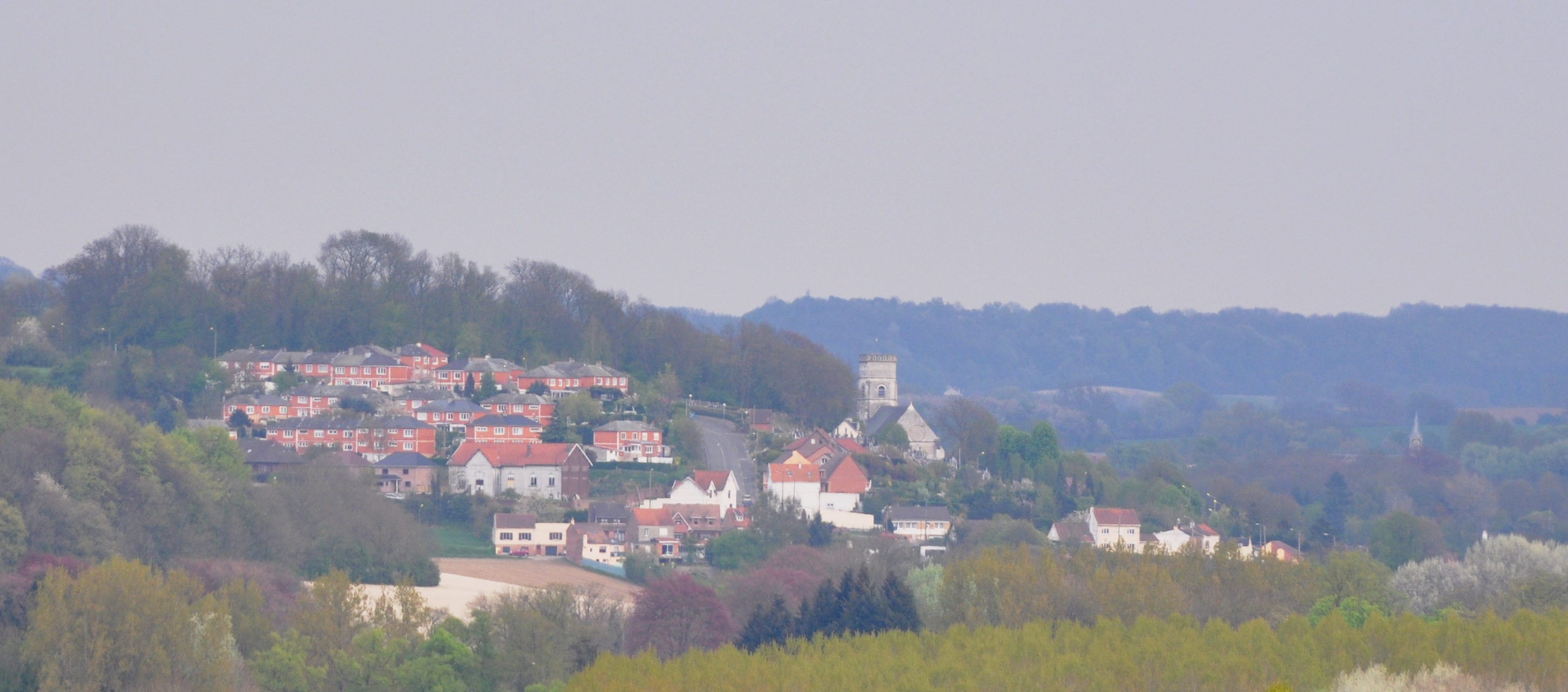
Le haut d'Houdain, vu depuis Divion.

- Le monument aux morts[57].

### Personnalités liées à la commune
- Philippe Gengembre (1764-1838), chimiste et inventeur, inspecteur Général des Monnaies sous l'Empire puis directeur de la Manufacture royale des machines à vapeur d’Indret, près de Nantes, né à Houdain.
- Florimond Ronger dit Hervé (1825-1892), compositeur, auteur dramatique, acteur, chanteur, metteur en scène et directeur de troupe, né à Houdain.

### Héraldique
| Blason de Houdain | Blason  | D'azur semé de fleurs de lis d'or, au lambel de gueules de trois pendants chargés chacun de trois petits châteaux d'or rangés en pal, brochant en chef; sur le tout, d'or au créquier de sinople surmonté d'un lambel d'azur. |
| Blason de Houdain | Détails | Le statut officiel du blason reste à déterminer. |

## Pour approfondir

#### Bases de données, dictionnaires et encyclopédies
- Ressources relatives à la géographie :   - Insee (communes)
  - Ldh/EHESS/Cassini
- Ressource relative à plusieurs domaines :   - Annuaire du service public français
- Ressource relative à la musique :   - MusicBrainz
- Notices d'autorité :   - BnF (données)